# Federica Venturelli
Federica Venturelli, née le 12 janvier 2005 à Crémone, est une coureuse cycliste italienne. Elle court sur route, sur piste et en cyclo-cross.

## Biographie
Federica Venturelli décroche ses premiers succès en cyclo-cross : elle est championne d'Italie chez les cadettes (15/16 ans) dans cette discipline en 2021 et prend la sixième place aux  championnat d'Europe juniors en fin d'année.
Aux mondiaux sur piste juniors (17/18 ans) en 2022 et 2023, elle remporte le titre en poursuite individuelle et l'argent en poursuite par équipes. Elle est également titrée sur la course à l'américaine en 2023, avec Vittoria Grassi. Sur route, elle est en 2022 championne d'Italie du contre-la-montre juniors et médaillée de bronze du championnat d'Europe sur route juniors. En 2023, elle domine la catégorie en devenant championne d'Europe du contre-la-montre juniors, ainsi que double championne d'Italie. Elle gagne également le Tour du Gévaudan Occitanie et le Watersley Ladies Challenge, deux manches de la Coupe des Nations Femmes Juniors. Elle accumule les places d'honneur : deuxième du Circuit de Borsele juniors et du Tour des Flandres juniors. Aux mondiaux, elle se contente d'une troisième place sur le contre-la-montre et une quatrième place sur la course en ligne.
En 2024, elle obtient un contrat avec l'équipe UAE Development. Dès sa première saison, elle gagne une étape du Giro Mediterraneo Rosa.

## Vie personnelle
Après avoir terminé ses études, Venturelli a commencé à étudier la pharmacie à l'Université de Brescia - ses parents dirigent une pharmacie. En 2021, elle explique qu'elle envisage de mettre de côté le cyclo-cross par la suite en raison de ses études. En 2023, elle obtient son Abitur avec la mention « excellent ».
La Gazzetta dello Sport écrivait en ligne en septembre 2023 : « Federica Venturelli est le talent italien le plus important de sa génération ». L'Union cycliste internationale l'a qualifiée de « talent le plus brillant de la Squadra Azzurra ». En octobre 2023, le président italien Sergio Mattarella lui a décerné le « Premio Alfieri del Lavoro » pour ses résultats scolaires exceptionnels.

## Palmarès sur route

### Par années
- 2022
  -  Championne d'Italie du contre-la-montre juniors
  - 2e du championnat d'Italie sur route juniors
  -  Médaillée de bronze du championnat d'Europe sur route juniors
  - 4e du championnat d'Europe du contre-la-montre juniors
- 2023
  -  Championne d'Europe du contre-la-montre juniors
  -  Championne d'Europe du contre-la-montre en relais mixte juniors
  -  Championne d'Italie sur route juniors
  -  Championne d'Italie du contre-la-montre juniors
  - Tour du Gévaudan Occitanie : 
    - Classement général
    - 1re étape

  - Watersley Ladies Challenge juniors : 
    - Classement général
    - Prologue et 1re étape

  -  Médaillée d'argent du championnat d'Europe sur route juniors
  - 2e du Circuit de Borsele juniors
  - 2e du Tour des Flandres juniors
  -  Médaillée de bronze du championnat du monde du contre-la-montre juniors
  - 4e du championnat du monde sur route juniors
- 2024
  - 4e et 5e étapes du Giro Mediterraneo Rosa
  - 2e du Giro Mediterraneo Rosa
  - 2e de la Cyclis Classic
- 2025
  - 3e du championnat d'Italie du contre-la-montre

### Classements mondiaux
| Année                                 | 2024 |
| ------------------------------------- | ---- |
| Classement UCI                        | 190e |
|                                       |      |
| Légende : nc = non classéSource : UCI |      |

## Palmarès sur piste

### Championnats du monde
| Édition / Épreuve       | Poursuite individuelle | Poursuite par équipes | Américaine |
| Tel Aviv 2022 (juniors) | Or                     | Argent                |            |
| Cali 2023 (juniors)     | Or                     | Argent                | Or         |

### Championnats d'Europe
| Édition / Épreuve      | Poursuite individuelle | Poursuite par équipes | Omnium |
| Anadia 2022 (juniors)  | Or                     | Or                    | Or     |
| Anadia 2023 (juniors)  | Or                     | Or                    |        |
| Cottbus 2024 (espoirs) | Or                     | Bronze                | Bronze |
| Anadia 2025 (espoirs)  | Or                     |                       |        |

## Palmarès en cyclo-cross
- 2020-2021
  -  Championne d'Italie de cyclo-cross cadettes
- 2021-2022
  - 4e de la Coupe du monde de cyclo-cross juniors
  - 5e du championnat du monde de cyclo-cross juniors
  - 6e du championnat d'Europe de cyclo-cross juniors
- 2022-2023
  - Coupe d'Espagne de cyclo-cross juniors #2, Grand Prix de Pontevedra
  - 3e du championnat d'Italie de cyclo-cross juniors
  - 4e du championnat du monde de cyclo-cross juniors
  - 9e de la Coupe du monde de cyclo-cross juniors

## Distinctions
- Oscar TuttoBici des juniors : 2023